# La Vengeance de Louis XIII
 (juillet 2025).
Pour plus de détails, voir Fiche technique et Distribution.
La Vengeance de Louis XIII est un court métrage muet français réalisé par André Calmettes, sorti en 1910. 
Un exemplaire coloré manuellement existe aujourd'hui aux Archives Nationales Roumaines de Film (ANF). Il mesure 750 mètres environ (3 bobines) avec des titres en roumain.

## Fiche technique
- Titre : La Vengeance de Louis XIII
- Réalisation :  Pathé Frères
- Pays : France
- Format : Muet - Noir et blanc - 1,33:1 - 35 mm
- Métrage : 750 m
- Genre : court métrage
- Date de sortie : 
  -  France - 1910

## Distribution
- Suzanne Vallier
- Henri Étiévant
- Philippe Garnier
- Renée Pré